# Fraser-Alphabet

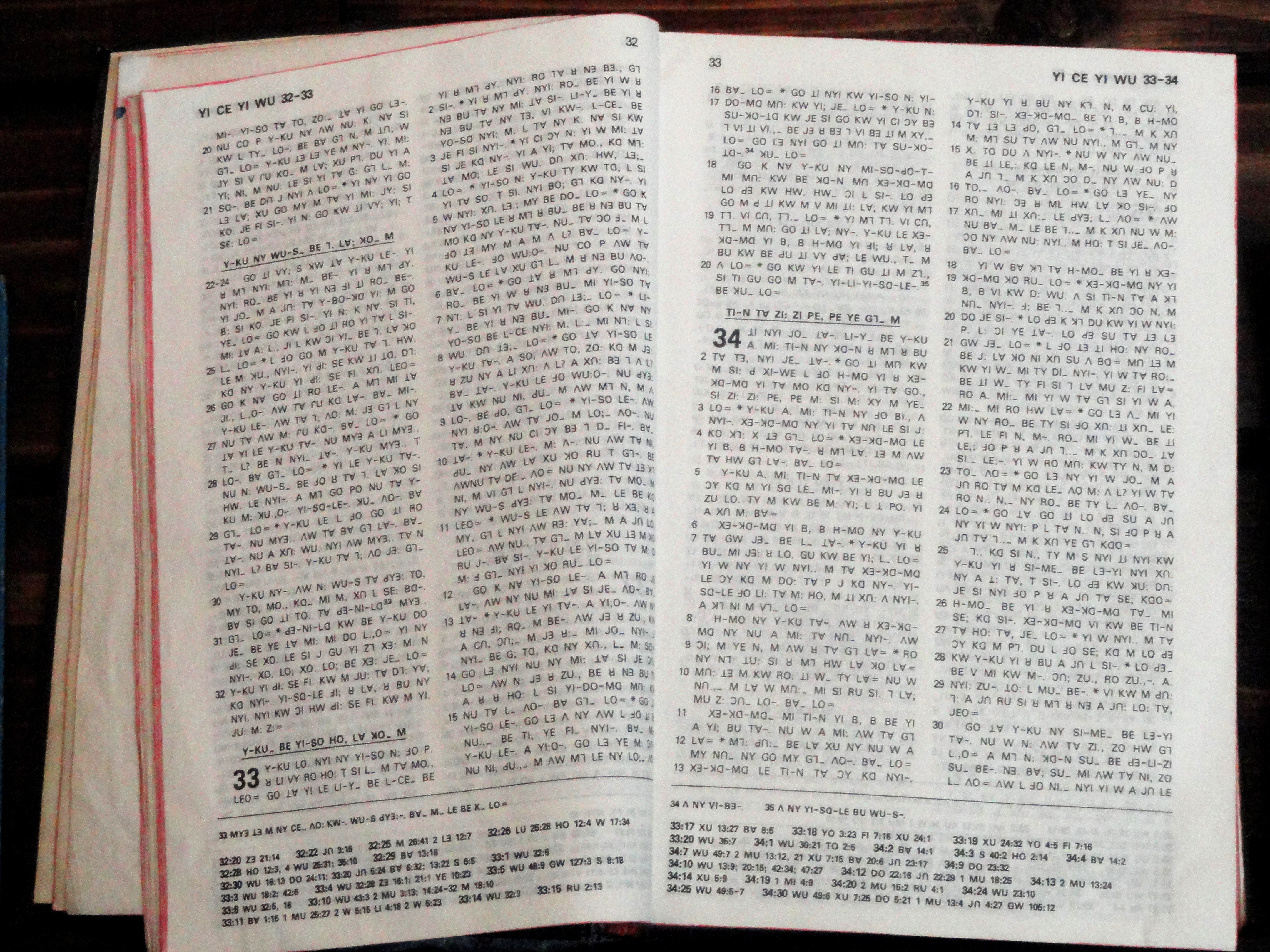
Bibeltext im Fraser-Alphabet – Lisu-Variante

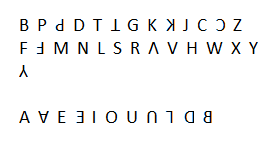
Fraser-Alphabet für Naxi-Sprache

Das Fraser-Alphabet ist eine Abugida-Schrift. Sie wurde von Sara Ba Thaw, einer Karen-Missionarin aus Burma, mit der Hilfe des britischen christlichen Missionars James O. Fraser um 1915 für die Sprache der Lisu entwickelt. Das Fraser-Alphabet wird für die birmanischen Sprachen Lisu, Zaiwa und Naxi in verschiedenen Ausprägungen verwendet.

## Historische Entwicklung und Verwendung
Unter den Lisu wird das Alphabet „Alte Lisu-Schrift“ genannt. Der Termin der Fertigstellung ist nicht genau zu ermitteln, liegt aber nicht vor dem Jahr 1915.  Mitte der 1930er Jahre wurde ein Neues Testament in dieser Schrift gedruckt. Die chinesische Regierung erkannte 1992 das Fraser-Alphabet als offizielle Schrift für die Sprache der Lisu an und ermuntert seitdem zur Verwendung dieser Schrift. Im Jahre 2007 verwendeten ca. 200 000 Lisu in China dieses Alphabet.

## Zeichen des Fraser-Alphabets der Lisu-Sprache mit Lautschrift
Das Alphabet besteht aus den bekannten lateinischen Großbuchstaben sowie zusätzlich um 180 Grad gedrehten lateinischen Großbuchstaben. Dies hatte zur Zeit der Entwicklung dieses Alphabets den Vorteil, dass für den Druck die vorhandenen Lettern verwendet werden konnten.

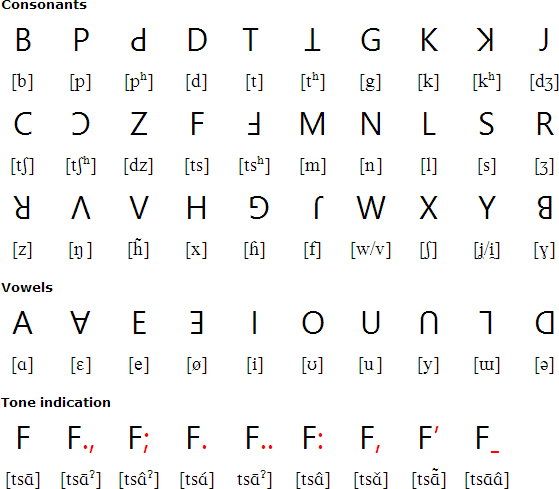
Konsonanten, Vokale und diakritische Zeichen des Fraser-Systems für die Lisu-Schrift

## Aussprachezeichen für Silben
Um die Aussprache der Silben genau zu kennzeichnen, werden im Fraser-Alphabet diakritische Zeichen verwendet, die bereits bei der Erfindung der Schrift auch mit der Schreibmaschine geschrieben werden konnten. Nach internationalem Standard werden diese Zeichen jedoch für andere Anwendungen (z. B. Satzzeichen) verwendet.
| ꓝ [tsɑ̄]   | ꓝꓸ [tsɑ́]  | ꓝꓹ [tsɑ̌]  |
| ꓝꓻ [tsɑ̄ˀ] | ꓝꓺ [tsɑ̄ˀ] | ꓝʼ [tsɑ̄̃]  |
| ꓝꓼ [tsàˀ] | ꓝꓽ [tsà]  | ꓝˍ [tsɑ̄à] |

## Eigene Satzzeichen für Komma und Punkt
Da für die Aussprachezeichen auch die Zeichen verwendet werden, die nach den internationalen Normen für das Komma und den Punkt verwendet werden, müssen folglich für Komma und Punkt im Fraser-Alphabet andere Zeichen verwendet werden. Das Komma sieht im Fraser-Alphabet aus wie ein Bindestrich mit einem rechts unmittelbar folgenden Punkt (꓾); der Punkt entspricht von der Form her einem Gleichheitszeichen (=).

## Zeichenkodierung
Die Kodierung des Fraser-Alphabets wurde in den Unicode-Blöcken Lisu sowie Lisu, Ergänzung standardisiert.

## Textbeispiel
Das folgende Textbeispiel zeigt das Vaterunser in der Sprache der Lisu im Fraser-Alphabet.